# Carinola
Carinola é uma comuna italiana da região da Campania, província de Caserta, com cerca de 8.092 habitantes. Estende-se por uma área de 63 km², tendo uma densidade populacional de 128 hab/km². Faz fronteira com Falciano del Massico, Francolise, Sessa Aurunca, Teano.

## Demografia
| Variação demográfica do município entre 1861 e 2011                               |
|                                                                                   |
| Fonte: Istituto Nazionale di Statistica (ISTAT) - Elaboração gráfica da Wikipedia |